# 多克·哈斯汀
多克·哈斯汀（Doc Hastings；1941年2月7日—）是美國的一位政治人物。在1995年至2015年期間，他是華盛頓州第4選舉區選出的美國眾議院議員。他的黨籍是共和黨。他曾經在美國軍隊服役。哈斯汀是華盛頓州議會最保守的議員。2014年2月，他宣布不會尋求連任。